# El Petitet
Joan Ximénez Valentí, conegut com El Petitet   (el Raval, 1962 - Barcelona, 11 d'octubre de 2024), va ser un músic percussionista gitano català. Especialista en rumba catalana i personatge molt conegut al Portal de Barcelona (al barri del Raval), era fill de Ramon Ximénez el Huesos -també dit el gitano colorao-, un dels primers "palmeros" de Peret. El seu malnom li venia del fet que era molt gros.
Afectat de miastènia gravis, Joan Ximénez rebia un tractament a l'Hospital de Sant Pau que pal·liava els efectes de la malaltia, cosa que li permetia continuar fins a cert punt amb la seva activitat musical. El 2015 va crear l'Orquestra Simfònica de Rumba del Raval i el 17 d'octubre del 2017 dirigí aquesta formació al Gran Teatre del Liceu, on presentà l'espectacle Petitet i la seva Rumba Simfònica. El cineasta Carles Bosch (autor de Balseros i Bicicleta, cullera, poma) dirigí una pel·lícula sobre la seva vida que es diu Petitet (Rumba pa' ti) i s'estrenà el 2018.

## Trajectòria
De petit, Joan Ximénez vivia amb la seva família al carrer dels Salvador del Raval, just al davant de Peret, i va créixer envoltat de músics i rumba catalana. Va ser el nen del primer anunci de Nocilla (el va fitxar un publicista quan el va veure tocar la guitarra a un bar del carrer de la cera) i va estar anys apareixent a la publicitat de la marca, fins que es va fer gran. A 15 anys va ingressar al seu primer grup musical, Tobago, creat per Johnny Tarradellas i amb Ramoncito Giménez i Rafalet Laceras a més del Petitet. Tobago va obrir la rumba a noves sonoritats disco i va gravar els discos Rumbamania (Belter, 1978) i Piña colada (Belter, 1980). A 16 anys, Joan Ximénez va firmar el seu primer contracte amb una casa discogràfica com a músic d'estudi i, des d'aleshores i fins que se li va declarar la miastènia, fou un dels rumberos més destacats. Va tocar amb autors de renom com ara el Gato Pérez, Chipen, Carles Benavent, Lolita o Los Amaya, amb els quals participà en nombroses gires i gravà al voltant de 80 discos i videoclips. El 1991 va fundar el grup Rumbeat, especialitzat en adaptar a la rumba catalana èxits de Michael Jackson, Bob Marley i altres estrelles.
El 2013, la mare de Joan Ximénez es va morir; mentre era all llit de mort, ell li va fer una promesa: portar la rumba al Liceu. El febrer del 2015, el Petitet creà l'Orquestra Simfònica de Rumba del Raval, integrada per 20 músics. El 12 de novembre d'aquell mateix any, el col·lectiu de periodistes SomAtents presentà al MACBA, dins el certamen de projeccions de curtmetratges La mida no importa, el documental La roba estesa, on explica la història del Petitet i la rumba del Raval.

### Espectacle al Liceu
Quatre anys després de la mort de la seva mare, el Petitet va complir la seva promesa i va presentar amb gran èxit al Liceu el seu espectacle Petitet i la seva Rumba Simfònica. Per a l'ocasió, reuní 27 músics de l'Orquestra Simfònica de Rumba del Raval. La formació, que combina una base de "palmes", bongos, congues, guitarres i veus amb un quartet de corda i un de metall, es fusionà amb l'Orquestra Simfònica del Gran Teatre del Liceu i comptava amb la col·laboració de nombrosos amics de Joan Ximénez, com ara Joan Albert Amargós, Chicuelo, Carles Benavent, Kitflus, El Granaíno i Lucrecia entre d'altres. Durant l'espectacle, entre molts altres temes, tots els participants col·laboraren en una versió multitudinària de Gitana hechicera.
El concert es va enregistrar per a la pel·lícula que estava rodant Carles Bosch, de la qual fou la seqüència final.

### Pel·lícula biogràfica
Carles Bosch conegué el Petitet quan feia de percussionista del Gato Pérez al Zeleste del carrer Argenteria. Uns anys més tard, després de veure el documental La roba estesa i assabentar-se de la promesa que el músic havia fet a la seva mare, Bosch decidí de portar aquesta història a la pantalla gran. La pel·lícula, Petitet, es va estrenar el 2018 i va guanyar el Gaudí a la millor pel·lícula documental del 2019.